# Langtae Sike
Der Langtae Sike ist ein Wasserlauf in den Scottish Borders, Schottland. Er entsteht im Norden des Cauldcleuch Head und fließt in südlicher Richtung. Er bildet mit dem Under White Grain den Billhope Burn.